# Mount Moonie
Mount Moonie är ett berg i Antarktis. Det ligger i Östantarktis. Australien gör anspråk på området. Toppen på Mount Moonie är 1 686 meter över havet.
Terrängen runt Mount Moonie är platt åt nordväst, men åt sydost är den kuperad. Trakten är obefolkad. Det finns inga samhällen i närheten.